# Theodore Dreiser
Theodore Herman Albert Dreiser (27 august 1871 – 28 decembrie 1945) a fost un scriitor naturalist american, cunoscut pentru modul în care trata realitatea vieții în operele sale. 
S-a născut la Terre Haute, Indiana, într-o familie germano-americană strictă. Cunoscutul compozitor de melodii Paul Dresser (1859-1906) a fost fratele său mai mare. Din 1889-1890, Theodore a studiat la Universitatea Indiana din Bloomington înainte de a fi exmatriculat. În câțiva ani, a început să scrie la ziarul Chicago Globe și la St. Louis Globe-Democrat. În 1892 s-a căsătorit cu Sara White. Deși s-au separat în 1909, nu au divorțat niciodată formal.
Primul său volum, Sister Carrie (1900), povestește despre o femeie care pleacă de la țară în marele oraș (Chicago, Illinois) și cade voluntară într-o viață de păcate. Editorul a făcut puține pentru a promova cartea, iar aceasta s-a vândut foarte puțin. Dreiser a acceptat o slujbă ca editor al unei reviste de femei până când a fost forțat să demisioneze în 1910 datorită unei aventuri în cadrul serviciului. Al doilea său volum, Jennie Gerhardt, a fost publicat în anul următor. Multe dintre volumele subsecvente ale lui Dreiser priveau inegalitatea socială.
Primul său succes comercial a fost O tragedie americană (An American Tragedy) (1925), care a fost ecranizat în 1931 și, din nou, în 1951. 
Alte lucrări includ: Trilogy of Desire despre Frank Cowperwood, o versiune romanțată a lui Charles Yerkes: The Financier (1912), The Titan (1914), și The Stoic (apărut postum - 1947).
În 1935 îngrijitorii librăriei din Warsaw, Indiana au ordonat arderea tuturor lucrărilor semnate de Dreiser din posesia librăriei.
Stilul lui Dreiser este marcat de lungi fraze și atenție intensă în detalii. Cum lucrările sale privesc statutul social și urmărirea bunurilor și plăcerilor materiale, acest nivel de realism și descriere îi servesc acestui subiect; pe partea cealaltă, acest stil poate face lucrările sale, în special Sister Carrie, greu de înțeles pentru unii. Ar trebui știut că Dreiser nu este apreciat pentru stilul său, ci pentru realismul lucrărilor sale, dezvoltarea caracterelor și punctele sale de vedere privind viața americană.